# Nacionalne zračne snage Angole
Nacionalne zračne snage Angole (por. Força Aérea Nacional Angolana, FANA) je ratno zrakoplovstvo Angole te je grana Oružanih snaga Angole. Osnovna zadaća ovog ratnog zrakoplovstva je osiguranje suvereniteta zračnog prostora Republike Angole.
FANA je osnovana nakon osamostaljenja Angole od portugalskih kolonijalnih vlasti 21. siječnja 1976. kao Narodne zračne snage i protuzračna obrana Angole (por. Força Aérea Popular de Angola/Defesa Aérea e Antiaérea (FAPA/DAA)). Novoosnovano ratno zrakoplovstvo koristilo je zrakoplove Portugalskih zračnih snaga koje je Portugal koristio u Angoli i ostavio zemlji na korištenje.
Poznati The World Factbook, koji svake godine objavljuje CIA o temeljnim informacijama svake zemlje Svijeta, u izvješću za 2007. objavio je informaciju da je ratno zrakoplovstvo Angole promijenilo naziv u Nacionalne zračne snage.
Nacionalne zračne snage Angole imaju svoje zračne baze u gradovima Luanda, Belas, Luena, Kuiro, Lubango i Mocamedes. To su baze koje su u vrijeme hladnog rata izgrađene za potrebe Portugalskih zračnih snaga.
Većina letjelica je stara te su u kvaru, najviše one sovjetske proizvodnje. Većina aviona koristi se za prijevoz kadrova diljem zemlje i transport roba i opreme.

## Letjelice Nacionalnih zračnih snaga Angole

### Aérospatiale Alouette III
Tokom kolonijalne vlasti, Portugal je u Africi koristio helikopter Aérospatiale Alouette III, odnosno rumunjsku licencnu kopiju IAR 316 Alouette III u borbama protiv tamošnje gerile. Tijekom 1960-ih i 1970-ih, Portugal je koristio te helikoptere u svojim kolonijama Angoli, Mozambiku i Gvineji gdje je Alouette III dokazao svoju kvalitetu prilikom letenja u vrućim i prašnjavim uvjetima. Svi helikopteri bili su u sklopu 94. eskadrile te su kamuflirani u zelenu boju.
Završetkom kolonijalne vlasti, Portugal je Angoli ostavio na korištenje 20 Aérospatiale Alouette III. Danas Nacionalne zračne snage Angole imaju na raspolaganju 15 takvih helikoptera.

### Popis letjelica Nacionalnih zračnih snaga Angole
| Zrakoplov                   | Slika | Nabavljeno od    | Namjena                                       | Model                | U službi | Napomena                                             |
| --------------------------- | ----- | ---------------- | --------------------------------------------- | -------------------- | -------- | ---------------------------------------------------- |
| MiG-21                      |       | SSSR             | obrana zračnog prostora operativna konverzija | MiG-21MF MiG-21UM    | 18 6     |                                                      |
| MiG-23                      |       | SSSR             | obrana zračnog prostora                       | MiG-23ML             | 22       |                                                      |
| Su-27                       |       | SSSR Bjelorusija | obrana zračnog prostora operativna konverzija | Su-27S Su-27UB       | 5 1      | Zrakoplovi (model Su-27S) su uvezeni iz Bjelorusije. |
| Su-25                       |       | SSSR             | napad zemljanih ciljeva operativna konverzija | Frogfoot UB Frogfoot | 12 3     |                                                      |
| Su-22                       |       | SSSR Slovačka    | napad zemljanih ciljeva                       | Su-22M-4             | 11       |                                                      |
| Embraer EMB 110 Bandeirante |       | Brazil           | obalna ophodnja                               | EMB-111              | 2        |                                                      |
| Fokker F27                  |       | Nizozemska       | obalna ophodnja                               | F27MPA               | 1        |                                                      |
| Iljušin Il-76               |       | Rusija           | teški transport                               | TD Candid            | 6        |                                                      |
| Antonov An-72               |       | SSSR Rusija      | teški transport                               | Coaler               | 8        |                                                      |
| Antonov An-12               |       | SSSR Ukrajina    | taktički transport                            | Cub                  | 8        |                                                      |
| Antonov An-26               |       | SSSR Ukrajina    | taktički transport                            | Curl                 | 12       |                                                      |
| Antonov An-32               |       | SSSR Rusija      | taktički transport                            | Cline                | 8        |                                                      |
| CASA C.212 Aviocar          |       | Španjolska       | taktički transport                            | C.212-200            | 6        |                                                      |
| Lockheed L-100 Hercules     |       | SAD              | taktički transport                            | L-100-30             | 1        |                                                      |
| IAR BN-2 Islander           |       | Rumunjska        | laki transport                                | IAR BN-2A            | 8        |                                                      |
| Dornier Do 28               |       | Njemačka         | laki transport                                | Do 28                | 1        |                                                      |
| Dornier Do 228              |       | Njemačka         | laki transport                                | Do 228               | 1        |                                                      |
| Cessna 172                  |       | SAD              | laki transport                                | Cessna 172           | 3        |                                                      |
| Embraer ERJ 135             |       | Brazil           | VIP transport                                 | ERJ 135BJ            | 1        |                                                      |
| Jak-40                      |       | SSSR             | VIP transport                                 | Codling              | 4        |                                                      |
| Pilatus PC-6 Porter         |       | Švicarska        | laki transport                                | PC-6/B               | 4        |                                                      |
| Jak-11                      |       | SSSR             | osnovni trener                                | Jak-11               | 6        |                                                      |
| Embraer EMB 312 Tucano      |       | Brazil           | osnovni trener                                | EMB-312              | 6        |                                                      |
| Pilatus PC-7                |       | Švicarska        | osnovni trener                                | PC-7                 | 22       |                                                      |
| Zlin Z-142                  |       | Čehoslovačka     | osnovni trener                                | C                    | 2        |                                                      |
| L-39 Albatros               |       | Čehoslovačka     | napredni trener                               | L-39                 | 3        |                                                      |
| Pilatus PC-9                |       | Švicarska        | napredni trener                               | PC-7                 | 4        |                                                      |
| Mil Mi-24                   |       | SSSR             | jurišni helikopter                            | Mi-25 Mi-35          | 5 10     |                                                      |
| Mil Mi-8                    |       | SSSR Rusija      | srednji transportni helikopter                | Mi-8                 | 47       |                                                      |
| Mil Mi-17                   |       | SSSR Rusija      | srednji transportni helikopter                | Mi-8                 | 10       |                                                      |
| IAR 316 Alouette III        |       | Rumunjska        | višenamjenski helikopter                      | IAR 316B             | 15       |                                                      |
| Eurocopter Dauphin          |       | Francuska        | višenamjenski helikopter                      | SA 365C              | 10       |                                                      |
| Aérospatiale Gazelle        |       | Francuska        | višenamjenski helikopter                      | SA 342M              | 7        |                                                      |
| Bell 212                    |       | SAD              | višenamjenski helikopter                      | Bell 212             | 5        |                                                      |

## Zračne nesreće i incidenti
- 27. kolovoza 2009.

Zbog grešaka na zrakoplovu Il-76, obustavljeno je njegovo polijetanje u punoj snazi. Zbog toga je avion prešao s cijele asfaltirane piste na zemljanu podlogu. Nasreću, nije stradao nitko od 8 članova posade i 33 putnika.
- 14. rujna 2011.

Odmah nakon polijetanja iz zračne luke Albano Machado, srušio se transportni zrakoplov Embraer EMB 120 Brasilia i prepolovio na dva dijela. U zrakoplovnoj nesreći poginulo je 11 vojnih časnika (uključujući trojicu generala) te 6 civila.

## Vanjske poveznice
- Slike zrakoplova Angolskih zračnih snaga